# Onthophagus johnstoni
Onthophagus johnstoni là một loài bọ cánh cứng trong họ Bọ hung (Scarabaeidae).